# 葛炎 (电竞选手)
葛炎（1997年8月23日—），绰号小孩游神，男，中国大陆《英雄联盟》IG战队前adc选手。 現已宣佈退役。

## 名称由来
葛炎的绰号是“小孩游神”，这个名称来自于中国大陆服务器电信一区（艾欧尼亚区）的ID“小孩游神”。因此被玩家们称为“小孩游神”。

## 生平
葛炎出生于1997年8月23日，毕业于河南省焦作市18中，经常在万方亭附近的网吧上网。在英雄联盟中国大陆地区内测时，他加入了《英雄联盟》，一开始在汉宫战队担任ADC位置，在2012TGA上，他击败了WE中单选手若风，自此成名。后来又被IG管理联系，从而加入IG。

## 争议
2015年6月13日，LPL职业联赛IG对阵OMG的比赛中，葛炎所使用的薇恩只打了443点输出，创下职业比赛ADC史上新低输出纪录。
2015年10月，葛炎在直播中称S5比赛失利的原因与韩援打野Kakao和中单Rookie有关并声称李炫君（圣枪哥）也不行，结果与网友产生语音冲突。

## 趣闻
在IG的一次赛后讨论最后，葛炎说了一句“别说了，先点菜吧”，因此产生了“IG点菜梗”这种说法。
在443事件之前，IG的一位名叫“射可可”的辅助也在一次比赛中使用锤石创造了辅助单场输出最低的556输出数据，而这个数据加上葛炎的443相加就是999，因此他和射可可这对组合被玩家戏称为“999皮炎平”。